# Иванченко, Андрей Владимирович
Андре́й Влади́мирович Иванченко (родился в 1975 году, известен под псевдонимами Anry и Anry Nemo) — российский художник-иллюстратор, пишущий в технике цифровой живописи. Его работами оформлены обложки многих произведений российской фантастики и фэнтези, например, «Лабиринт отражений» и «Ночной Дозор» Сергея Лукьяненко, «Чёрная кровь» Ника Перумова и Святослава Логинова, «Тёмная Звезда» Веры Камши, «Нам здесь жить» Генри Лайона Олди, «Идущие в ночь» Владимира Васильева и Анны Ли, и т. д.

## Биография
Родился в 1975 году, в семье театрального актёра и художницы. Примерно в десять лет поступил в художественную школу, потом продолжил обучение в университете и параллельно работал.
В 1997 году переехал в Москву с Дальнего Востока. Иллюстрировал фантастические книги, сотрудничал с издательствами «Эксмо» и «АСТ». Уйдя из книгоиздательского дела, работал в компании «Акелла» над проектом «Pirates of the Caribbean». Зимой 2003—2004 вместе с программистом Дмитрием «Lucky» Демьяновским основал компанию .dat.